# براویلا
براویلا (به لاتین: Berawila) یک منطقهٔ مسکونی در سری‌لانکا است که در استان مرکزی واقع شده‌است.